# Pouteria tarapotensis
Pouteria tarapotensis är en tvåhjärtbladig växtart som först beskrevs av August Wilhelm Eichler och Jean Baptiste Louis Pierre, och fick sitt nu gällande namn av Charles Baehni. Pouteria tarapotensis ingår i släktet Pouteria och familjen Sapotaceae. IUCN kategoriserar arten globalt som nära hotad.
Artens utbredningsområde är Peru. Inga underarter finns listade i Catalogue of Life.